# Springfield Township (comté de LaGrange, Indiana)
Pour les articles homonymes, voir Springfield Township.
Springfield Township est un township du comté de LaGrange, dans l’Indiana, aux États-Unis.
Le canton de Springfield a été fondé en 1834.